# Leucocarpa Margherita
Leucocarpa Margherita, o leucolea, és un inusual tipus d'olives de color blanc amb tradició d'antic a Itàlia, on se la coneix com a bianca di Spagna, bianca di Grecia, beneditta, canolina o oliva della regina entre d'altres noms populars. Actualment, hi ha interès a tornar a promoure aquesta antiga varietat a la Toscana i, especialment, a la regió de Calàbria. Aquesta mena d'olives podria estar genèticament emparentada amb les marfil de l'àrea de Tortosa, a les Terres de l'Ebre.
No se'n coneix l'origen exacte, però Innocenzo Muzzalupo, investigador del Consell d'Investigació i Economia Agrícola apunta que aquesta varietat d'olives podrien haver arribat a les terres de l'antic Imperi Romà durant l'època de la colonització llatina de Grècia. A partir d'aleshores, l'oli que se n'extragué s'emprà com a producte sacre per a cerimònies polítiques, com és ara coronar emperadors o designar alts càrrecs -especialment a l'Imperi Romà d'Orient. D'igual manera, l'oli de les olives leucocarpa Margherita s'usava també per a rituals religiosos, com és ara l'ordenació de sacerdots, la proclamació de bisbes, l'encesa de làmpades sagrades, els batejos o l'ungiment de malalts entre d'altres.

## Característiques agronòmiques
En les olives leucocarpa Margherita, el procés anomenat síntesi antocianina queda bloquejat, fet que resulta en una oliva madura blanca. A diferència de l'oli extret de la tortosina varietat d'olives marfil, el líquid produït per les oliveres leucocarpa Margherita destaca per la baixa quantitat de compostos fenòlics que el fan poc picant o astringent.